# Krispy Kreme
Krispy Kreme (anteriormente Krispy Kreme Donuts, Inc.) é uma empresa multinacional americana de donuts e rede de cafeterias.
A Krispy Kreme foi fundada por Vernon Rudolph (1915–1973), que comprou uma receita fermentada com fermento de um chef de Nova Orleans, alugou um prédio em 1937 no que hoje é a histórica Old Salem em Winston-Salem, Carolina do Norte, e começou a vender para mercearias locais.   O crescimento constante precedeu uma expansão ambiciosa como empresa pública no período de 2000 a 2016, que acabou por se revelar não lucrativa. Em 2016, a empresa voltou à propriedade privada sob a JAB Holding Company, uma empresa privada com sede em Luxemburgo. Em julho de 2021, Krispy Kreme voltou a ser negociada publicamente na Nasdaq. 

## Operações internacionais

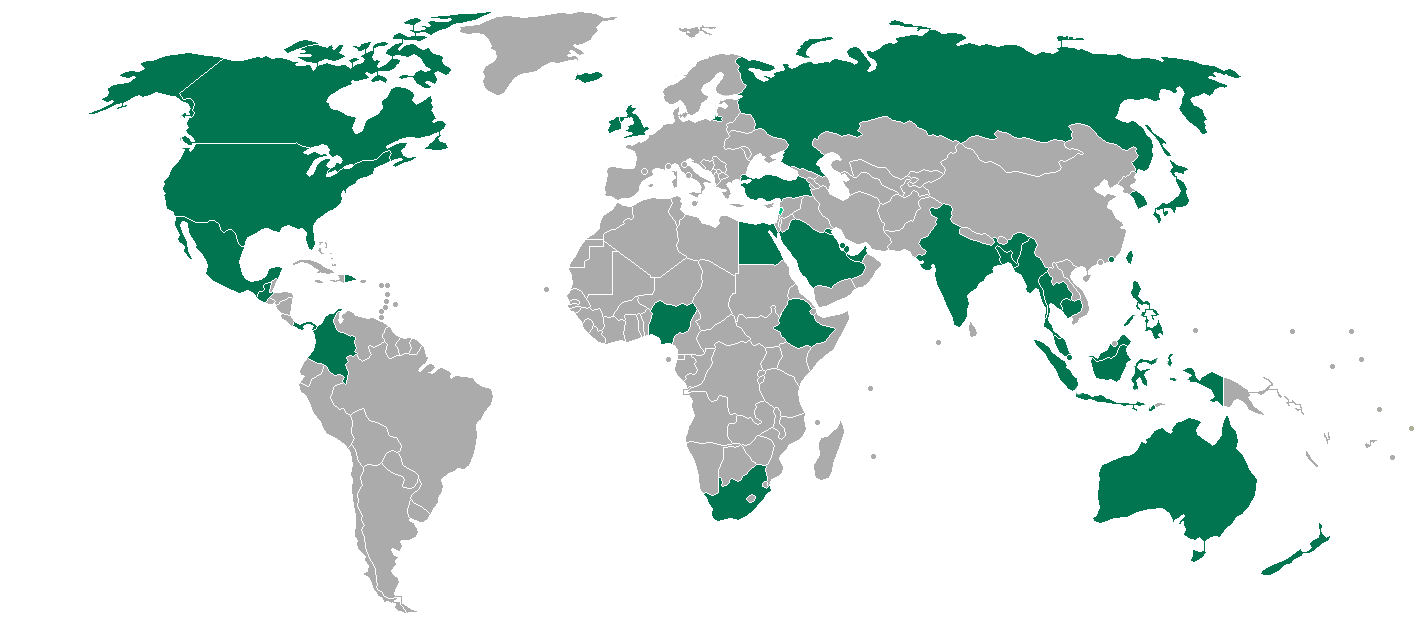

A primeira loja Krispy Kreme a abrir fora da América do Norte foi em Penrith, Nova Gales do Sul, Austrália, parte da região metropolitana de Sydney.  A segunda loja Krispy Kreme aberta internacionalmente foi no Reino Unido e estava na loja de departamentos Harrods em Londres. Fechou em junho de 2011. Em 2018, havia mais de 100 lojas Krispy Kreme independentes no Reino Unido e presença em 500 lojas Tesco.  Além das lojas que a Krispy Kreme opera nos Estados Unidos e Canadá, também há unidades no Egito, França, Reino Unido, Austrália, Nova Zelândia, África do Sul, Líbano, Turquia, Índia, República Dominicana, Islândia, Irlanda, Kuwait, México, Costa Rica, Panamá, Rússia, Taiwan, Coreia do Sul , Malásia, Tailândia, Indonésia, Filipinas, Japão, Singapura, Camboja, Jordânia, Emirados Árabes Unidos, Catar, Arábia Saudita, Bahrein,  Hong Kong, Nigéria, Colômbia, Etiópia e Chile. 
Em março de 2025, a Krispy Kreme anunciou a abertura de sua primeira loja no Brasil por meio de uma joint venture com a AmPm, com a inauguração de sua loja-conceito prevista para o início do segundo trimestre do mesmo ano em São Paulo.